# Адамстаун
Вижте пояснителната страница за други значения на Адамстаун.
Адамстаун (на английски: Adamstown) е единственото селище, което е и столица на малката островна страна Питкерн. Намира се на северния бряг на острова, разположен е върху „Хълма на трудностите“ на 200 m височина над залива и се достига по стръмна пътека, а товарите се пренасят с въжена линия.
Адамстаун е единственото селище на островите Питкерн. Градът се намира в източната част на острова и е населен от 48-те души. Населението се очаква да падне още повече поради причината че хората имигрират в Нова Зеландия Има начално училище, протестантска мисия, медицински пункт, библиотека, съдилище, правителствена зала и поща, където се разпространяват марки за филателистите, даващи 90% от доходите на бюджета на острова. Изнасят се кристални изделия и сувенири.
От 1970 г. властта на метрополията се упражнява от върховния комисар на Великобритания в Нова Зеландия Дейвид Д. Мос, който по съвместителство е губернатор на Питкерн. Вътрешните работи се уреждат от Съвет на Острова състоящ се от 10 души, избиран за срок от три години. Начело на Съвета е Мирови съдия.

## Любопитни факти
На островите липсват каквито и да било кафенета, ресторанти, хотели, плажове и развлечения. Затова и почти липсват туристи. Адамстаун все още държи рекорда за най-малка столица в света, която има достъп до интернет, телевизия и телефонна връзка. Може да се стигне до Адамстаун само с кораб.

## География
Градчето е разположено в централно-северната част на остров Питкерн, точно до Тихи океан и залива Баунти, което го прави единственото пристанище на целия остров.

## Храна
Кораб който доставя храна идва на всеки 3 месеца. Френските военни кораби (Френска Полинезия е най-близкият остров до Питкерн) провеждат редовни мисии за да презареждат лодките и генераторите с електричество. Редовно идват лекари, които подпомагат хората в беда.

## Галерия
- Църквата в Адамстаун
- Заливът Баунти
- Библията на Баунти в Адамстаун